# Psyren
Psyren (яп. PSYЯEN -サイレン- Сайрэн) — манга Тосиаки Ивасиро. В ней рассказывается о школьнике по имени Агэха Ёсина, который вместе с друзьями пытается изменить будущее. Манга выходила в юношеском журнале Shonen Jump с декабря 2007 по октябрь 2010, и в настоящий момент закончена. Опубликована издательством Shueisha в четырнадцати томах.
Многие тома Psyren вошли в список японских комиксов-бестселлеров. От других произведений подобного жанра, Psyren отличает отсутствие длительных «тренировочных» сюжетных вставок между сражениями и тот факт, что персонажи в битвах зачастую используют различные хитрости, а не грубую силу.

## Сюжет
Однажды школьник Агэха Ёсина (яп. 夜科 アゲハ Yoshina Ageha) находит телефонную карту с одним лишь названием — «Psyren». После чего исчезает однокурсница Агэхи, Сакурако Амамия (яп. 雨宮 桜子 Amamiya Sakurako), которая перед исчезновением упомянула про «Сайрен». Агэха решает воспользоваться найденной картой, после чего попадает в будущую Японию, которая была полностью разрушена. Там он находит Амамию и узнаёт, что он, как и другие, были выбраны для изменения будущего.
Отправившись обратно в прошлое, Агэха выясняет, что в нём пробудились пси-способности из-за атмосферы в будущем, и то, что Амамия попадает в будущее не в первый раз. Там он знакомится с наставником Амамией, которая стала учить Агёху, и других выживших, контролировать пси-способности для борьбы с организацией W.I.S.E., которая в будущем и разрушит весь мир.